# Liste der denkmalgeschützten Objekte in Alpbach
Die Liste der denkmalgeschützten Objekte in Alpbach enthält die denkmalgeschützten, unbeweglichen Objekte der Gemeinde Alpbach.

## Denkmäler
| Foto |                 | Denkmal                                                                                                  | Standort                                      | Beschreibung | Metadaten |
| ---- | --------------- | --- | --------------------------------------------- | --- | --- |
| ja   | Datei hochladen | Kath. Filialkirche Herz-Jesu HERIS-ID: 104471 Objekt-ID: 121272 TKK: 21117                               | südlich Alpbach 40 Standort KG: Alpbach       | Die Filialkirche Herz-Jesu wurde 1912 bis 1921 in gotisierenden Formen errichtet und in den 1960er Jahren sowie 1995 restauriert. Der Bau ist nach Süden orientiert, schlank proportioniert, über rechteckigem Grundriss ein steiles Satteldach, das mit Schindeln gedeckt ist. Der Chor mit seinem polygonalen Schluss ist leicht eingezogen, nordseitig ist eine Sakristei angebaut. | BDA-Hist.: Q37800717 Status: § 2a Stand der BDA-Liste: 2025-06-30 Name: Kath. Filialkirche Herz-Jesu GstNr.: .438 Filialkirche Herz-Jesu, Alpbach                                                    |
| BW   | Datei hochladen | Einhof Lueg HERIS-ID: 112879 Objekt-ID: 131104 TKK: 15590seit 2017                                       | Alpbach 74 Standort KG: Alpbach               | | BDA-Hist.: Q37832517 Status: Bescheid Stand der BDA-Liste: 2025-06-30 Name: Einhof Lueg GstNr.: .223/1                                                                                               |
| ja   | Datei hochladen | Sog. Hl. Kasten / Heiligenkasten HERIS-ID: 104470 Objekt-ID: 121270 TKK: 21127                           | Alpbach 170, in der Nähe Standort KG: Alpbach | Der Heiligenkasten liegt nordseitig außerhalb der Friedhofsmauer und wurde vermutlich im frühen 18. Jahrhundert (möglicherweise mit dem Neubau der barocken Kirche) zur Aufbewahrung von Paramenten und liturgischen Geräten errichtet. Der eng gefugte Blockbau hat einen gemauerten Unterbau, ein schindelgedecktes Zeltdach, eine Treppe und eine Tür mit einem schmiedeeisernen Kastenschloss. Im Untergeschoß ein Abstellraum. | BDA-Hist.: Q37800645 Status: § 2a Stand der BDA-Liste: 2025-06-30 Name: Sog. Hl. Kasten / Heiligenkasten GstNr.: 1989 Heiligenkasten, chapel in Alpbach                                              |
| ja   | Datei hochladen | Kath. Pfarrkirche hl. Oswald und Friedhof mit Kriegerdenkmal HERIS-ID: 55254 Objekt-ID: 63838 TKK: 21126 | bei Alpbach 216 Standort KG: Alpbach          | Die im Kern gotische Kirche ist von einem Friedhof umgeben und geostet. Urkundlich wurde sie erstmals 1369 genannt, für 1420 ist eine Weihe überliefert. Im frühen 16. Jahrhundert erfolgten Umbauten und zu Beginn des 18. Jahrhunderts wurde die Kirche im Bereich des Langhauses erweitert. Der markante Turm hat den ursprünglich gotischen Charakter des Außenbaus bewahrt. Der fünfjochige Langbau hat ein steiles schindelgedecktes Satteldach, einen leicht eingezogenen polygonalen Chor und wird von der Totenkapelle und der Sakristei flankiert. Der schlanke Turm hat gekuppelte Schallfenster und einen oktogonalen Giebelspitzhelm. Der Außenbau ist schlicht mit überdachtem Rundbogenportal und schmalen Rundbogenfenstern. Das Innere ist zur Gänze barockisiert mit einer flachen Stichkappentonne über einer Pilastergliederung, und mit Stuckdekoration und Deckenmalereien des Rokokos von Christoph Anton Mayr, 1755 signiert und 1959 freigelegt und ergänzt. Im Westen eine Doppelempore über Säulen. Am Friedhof ist der 1961 verstorbene Physiker Erwin Schrödinger begraben. | BDA-Hist.: Q24089257 Status: § 2a Stand der BDA-Liste: 2025-06-30 Name: Kath. Pfarrkirche hl. Oswald und Friedhof mit Kriegerdenkmal GstNr.: 1989, 18/3 Saint Oswald of Northumbria Church (Alpbach) |